# Mario Kart 7
| Mottagande               | Mottagande    |
| Samlingsbetyg            | Samlingsbetyg |
| Tjänst                   | Betyg         |
| ------------------------ | ------------- |
| Gamerankings             | 84,22%        |
| Metacritic               | 85/100        |
| Recensionsbetyg          |               |
| Publikation              | Betyg         |
| 1UP.com                  | B−            |
| Computer and Video Games | 9,4/10        |
| Eurogamer                | 8/10          |
| Game Informer            | 8,5/10        |
| Gamesradar               | 10/10         |
| Gametrailers             | 8,8/10        |
| IGN                      | 9/10          |

Mario Kart 7 (japanska: マリオカート7 Hepburn: Mario Kāto Sebun?) är ett spel i Mario Kart-serien till Nintendo 3DS utvecklat av Nintendo EAD och Retro Studios. Spelet släpptes i Europa, Australien, Japan och USA i december 2011. Det nya i spelet är att bilarna har utfällbara vingar, så att de kan flyga längre i hopp och stup, samt att de har propellrar, för att kunna köra under vatten. Spelaren kan även bygga egna bilar, genom att kombinera olika chassin, däck och vingar. Flerspelarläge kan utnyttjas upp till åtta spelare, antingen trådlöst med personer i närheten, eller över internet. Banorna har teman från Mario-spel, som vanligt, men även från Wuhu Island (vilken flera Mii-spel, till exempel Wii Fit, utspelar sig på) och Donkey Kong Country Returns.
Mario Kart 7 är, som namnet antyder, det sjunde Mario Kart-spelet utgivet till Nintendos konsoler. 
Ytterligare tre, Arcade GP, Arcade GP 2, och Arcade GP DX, har utgivits som kortare arkadspel.
En uppföljare, Mario Kart 8, släpptes till Wii U under 2014.

## Spelbara figurer
Följande figurer finns tillgängliga:
- Bowser
- Daisy
- Donkey Kong
- Honey Queen
- Koopa Troopa
- Lakitu
- Luigi
- Mario
- Metal Mario
- Mii
- Peach
- Rosalina
- Shy guy
- Toad
- Wiggler
- Wario
- Yoshi